# 伊陟
伊陟（いちょく、Yi Zhi、生没年不詳）は中国殷の政治家。伊尹の子。賢人として知られ、殷王の太戊（中宗）に用いられてこれをよく補佐し、先代の雍己の時代に威信が衰えた殷を復興させた。

## 経歴
『史記』殷本紀によれば、殷王太戊の宰相を務めた。『竹書紀年』と『汲冢書』では、伊尹が太甲を廃して自らが即位し、後に太甲が復位した際に伊尹を殺してその子の伊陟らを用いたとされる。